# Stepok, Starokosteantîniv
Stepok (în ucraineană Степок) este un sat în comuna Samciîkî din raionul Starokosteantîniv, regiunea Hmelnîțkîi, Ucraina.

## Demografie
Componența lingvistică a localității Stepok
     Ucraineană (98,18%)
     Rusă (1,82%)
Conform recensământului din 2001, majoritatea populației localității Stepok era vorbitoare de ucraineană (98,18%), existând în minoritate și vorbitori de rusă (1,82%).